# Bartel BM-4
Pour les articles homonymes, voir Bartel et BM4.
Le Bartel BM-4 est un avion biplan biplace d’école polonais de l'entre-deux-guerres. Premier avion de conception polonaise produit en série, il fut construit à environ 75 exemplaires entre 1928 et 1932 et utilisés par les écoles civiles et militaires polonaises de 1929 à 1939.

## Origine et développement
Évolution du Bartel BM-2, cet appareil était plus léger. Il pouvait donc s’accommoder d’un moteur moins puissant ou, avec un moteur identique, offrir des performances supérieures à celles du Hanriot HD.28 (en) alors produit sous licence chez Samolot pour les écoles polonaises. Stable, facile à manier et difficile à mettre en vrille, le BM-4 avait un plan supérieur inférieur en envergure au plan inférieur, tout comme le BM-2. Il se distinguait de son prédécesseur par un allongement de voilure plus faible, des ailerons encastrés et une cellule à plans décalés.
Le prototype prit l’air le 20 décembre 1927 à Poznań avec un moteur Walter Vega en étoile de 90 ch (BM-4b). Cet appareil, qui fut offert au Roi d'Afghanistan Amanoullâh Shâh durant sa visite en Pologne en 1928, fut suivi le 2 avril 1929 d’un second prototype équipé d’un moteur en étoile expérimental polonais, le WZ-7 développant 85 ch (BM-4d). Ce prototype fut finalement remotorisé avec un Le Rhône C de 80 ch (BM-4a), l’aviation militaire polonaise disposant d’un stock de moteurs rotatifs de ce type. Le BM-4 s'est décliné en de nombreuses motorisations, la plupart restées expérimentales.

## Toutes les versions
- BM-4a : Un Le Rhône C rotatif de 80 ch. 22 exemplaires commandés et livrés entre 1928 et 1929. Reconnaissable à son capot-moteur, les autres versions ne disposant d’aucune protection des têtes de cylindres. En cours de production le dessin de la dérive fut arrondi et l’atterrisseur modifié.
- BM-4b : Un Walter Vega de 90 ch. Un prototype seulement.
- BM-4c : Un moteur en étoile Lorraine-Dietrich 5Pb de 125 ch. Construit dans la perspective de tentatives de records de distance, l’unique prototype fut finalement utilisé comme avion de liaison par le constructeur.
- BM-4d : Un moteur en étoile Avia WZ-7 de 85 ch. Un prototype, converti en BM-4a.
- BM-4e : Un BM-4a équipés expérimentalement d’un moteur 7 cylindres en étoile Peterlot de 85 ch en 1930 puis remis au standard BM-4a en 1932.
- BM-4f : Une cellule équipée en 1931 d’un moteur 5 cylindres en étoile Skoda G-594 Czarny Piotrus de 120 ch. Rééquipé d’un Le Rhône 80 ch en 1932.
- BM-4g : Un BM-4a équipé expérimentalement d’un de Havilland Gipsy I en ligne de 100 ch pour essais comparatifs avec le RWD-8. Ce dernier ayant été retenu comme biplace d’entraînement standard par l’armée polonaise, le moteur Le Rhône fut remonté sur la cellule.
- BM-4h : Second modèle produit en série, équipé d’un moteur en ligne de Havilland Gipsy III de 120 ch ou Walter Junior 4 de même puissance. L’usine Samolot ayant fermé ses portes en 1930, ce modèle, qui adoptait la dérive arrondie et l’atterrisseur modifié introduit sur les derniers BM-4a, fut développé chez PWS (en), qui devait produire une cinquantaine d’exemplaires en 1932.

## En service
- Pologne : Les premiers BM-4a entrèrent en service en 1929 à l’école de pilotage de Bydgoszcz avec les immatriculations 32.2 à 32.16. Ils ne remplacèrent jamais complètement les Hanriot HD.28 (en) et les 6 derniers exemplaires à livrer furent détruits dans l’incendie de l’usine Samolot le 12 septembre 1929. Mis en service en 1932, les BM-4h furent utilisés par les écoles de Bydgoszcz et de Deblin. En 1936, ces appareils étant remplacés par des RWD-8, 23 BM-4h furent cédés au ministère des Communications et aux aéro-clubs polonais. Portés sur le registre civil comme SP-BBP/Z et dans la série SP-ARB/Z, quelques exemplaires servirent comme avions de liaison au moment de l’invasion de la Pologne par la Wehrmacht en septembre 1939. Aucun ne devait survivre.